# 吉本祥二
吉本 祥二（よしもと しょうじ、1993年6月26日 - ）は、東京都足立区出身の元プロ野球選手（投手）。右投右打。
通称下ダル

## 経歴

### プロ入り前
父親からグラブとバットを買い与えられたのがきっかけで小学校1年から野球を始め、2年から投手を勤める。中学校時代は軟式野球チームでプレーし、3年生の夏には東京都大会で優勝。都内の強豪校からの誘いもあったが、厳しい上下関係が嫌との理由から断り足立学園高に進学。1年生の夏からベンチ入りし、2年時夏の東東京予選1回戦の都科学技術高戦で先発登板し4回を投げて10奪三振でノーヒットに抑え、3回戦東洋高戦では5回をヒット1本に抑えベスト16入りするも、4回戦の修徳高戦では一転して制球に苦しみ、3回5安打を打たれて降板した。この頃から、当時北海道日本ハムファイターズで活躍していた長身の右投手・ダルビッシュ有にちなんで、“下町のダルビッシュ”と呼ばれるようになる。3年時の春、前年の第92回全国高等学校野球選手権大会でベスト4に残った成田高との練習試合で14奪三振をとった事で、プロ入りを意識するようになる。夏は東東京予選2回戦の桜町高戦で6回1失点で勝利するも、4回戦の城西大城西高戦では5回途中5失点の乱調で7-10で敗退。
高校時代には春夏ともに阪神甲子園球場での全国大会に出場できなかったが、2011年のNPBドラフト会議で、福岡ソフトバンクホークスから2巡目で指名。契約金6,000万円、年俸700万円（金額は推定）という条件で入団した。入団当初の背番号は33。

### プロ入り後
2012年には、一・二軍とも公式戦の登板機会がなかった一方で、三軍戦19試合に登板。通算投球イニング68回1/3
で、3勝6敗、防御率3.95という成績を残した。
2013年には、三軍戦29試合に登板。通算の投球イニングは112回で、7勝5敗2セーブ、防御率3.62、2完投、1完封を記録した。前年に続いて一・二軍での公式戦には登板しなかったが、シーズン終了後に台湾で開催された2013アジアウインターベースボールリーグでは、NPB選抜の一員として5試合に登板。1勝1敗1セーブ、防御率2.84、WHIP1.58を記録した。
2014年には、三軍戦23試合に登板。通算投球イニングは57回2/3で、0勝2敗、防御率4.99を記録した。夏場に腰椎分離症を患った影響で、10月31日に支配下選手登録の解除を通告されたが、11月28日に育成選手として再契約。この契約を機に、背番号を121へ変更した。
2015年には、三軍戦19試合に登板。また、入団4年目にして、1試合のみながら二軍のウエスタン・リーグ公式戦にも登板した。シーズン終了後は、NPBの育成選手契約規定による自由契約選手公示（10月31日）を経て、11月13日に育成選手契約を再度締結した。
2016年は、ウエスタン・リーグ公式戦10試合に救援登板。三軍戦でも、救援を中心に32試合へ登板すると、通算投球イニング34回で0勝0敗3セーブ、防御率2.65の成績という残した。シーズン終了後には、前年に続いての自由契約公示（10月31日）を経て、12月2日に育成選手契約を更新した。
2017年には、宮崎春季キャンプで主力選手中心のA組に抜擢されたものの、一・二軍を通じて3年振りに公式戦への登板機会がなかった。三軍戦には19試合に登板したが、三軍の投手として登板した10月5日の二軍対三軍戦で、3者連続四球と1被安打で1死しか取れずに交代を命じられたことから現役引退を決意。10月28日には、球団も吉本に対して戦力外通告を出した。10月31日に、NPBから自由契約選手として公示。さらに、球団から親会社・ソフトバンクへの入社を勧められたことを機に、現役を引退した。

### 現役引退後
2018年1月1日付で、ソフトバンク本社の営業管理部門に配属されている。2019年5月26日放送のTBSテレビ『消えた天才 ダルビッシュ有＆井上尚弥＆吉田沙保里＆桑田真澄SP』でも、吉本がソフトバンク本社に勤務していることが紹介された。
2020年7月29日、会社員を務める傍らでアマチュアお笑いコンビ「リーマンぼうや」を結成。9月17日、M-1グランプリ2020予選に出場し、元プロ野球選手であることを生かしたボケを繰り広げた2分間の漫才を披露するも、1回戦敗退。しかし、同日のナイスアマチュア賞を獲得し、そのときの漫才の様子がM-1グランプリの公式動画サイトで公開されている。

## 選手としての特徴・人物
188cmの長身から投げ下ろす最速150km/hのストレートが武器で、球速表示より早く見えることが特徴。高校時代には、ソフトバンク球団のスカウトから「ストレートは田中将大レベル」との評価を受けていた。また、スライダーやフォークといった変化球も投げていた。
投手としての潜在能力は、若手投手の育成で定評のある佐藤義則をはじめ、ソフトバンクの一軍首脳陣にも高く評価。しかし、制球面に課題を抱えていたことや短い距離の送球を苦手にしていたことが災いして、ソフトバンクへの入団後には故障やイップスの発症に相次いで見舞われた。球団から戦力外通告を受けた際には、NPB他球団での現役続行が視野に入らないほど、実戦で投げることに恐怖感を覚えていたという。吉本自身は、「同期入団（ドラフト1巡目指名）で同学年（吉本と同じ高卒入団）の武田翔太が1年目から一軍公式戦で8勝を挙げたことで、悔しさを感じつつも、自分との実力の差を気付かされた。やがて、ブルペン（での投球練習）では平気で投げられるのに、実戦では（制球を乱すことを恐れて）マウンドへ上がることを辛く感じるようになった」と述べている。
マイペースな性格であることを自認する一方で、前述した長身と、ファッションモデルと見間違えるほどのルックスの持ち主。ソフトバンクの一軍ヘッドコーチである達川光男に現役引退を報告した際には、達川から「（芸能界に転身して）スターになれ」というアドバイスを受けた。もっとも、ソフトバンク球団の幹部は、吉本の性格を「繊細で優しく誠実」と評価。吉本自身も、人前に立つことを苦手にしているため、この評価に沿って勧められたソフトバンク本社で再スタートを切る道を選んだ。

## 詳細情報

### 年度別投手成績
- 一軍公式戦出場なし

### 背番号
- 33 （2012年 - 2014年）
- 121 （2015年 - 2017年）

### 登場曲
- 「Japanese soul Brothers」二代目 J Soul Brothers+三代目 J Soul Brothers （2014年）

### 代表歴
- 2013年アジアウインターベースボールリーグ：NPB選抜